# Bredenbeck (Brilon)
Bredenbeck an der Bremecke ist ein wüst gefallener Ort. Er lag in der Nähe von Brilon in einem Seitental der Hoppecke. In der Moers-Karte von 1577 ist die Ortsstelle am Bachlauf der Bremecke, nördlich des Hundeschütt, verzeichnet. Die Mercatorkarte von 1572 nennt sie Kirchwüstung.
Der Ort ist wohl während der Soester Fehde von 1444 bis 1449 zerstört worden.
In einer Urkunde von 1651 wurde die Ortschaft als Lehnstätte erwähnt.